# Залк
Залк (нід. Zalk) — село в нідерландській провінції Оверейсел. Входить до муніципалітету Кампен.
Його площа — 4,09 км², а населення станом на 2021 рік становило 420 осіб.
Перша згадка про населений пункт датується 1213 роком.
До 1937 року мало статус окремого муніципалітету.

## Галерея

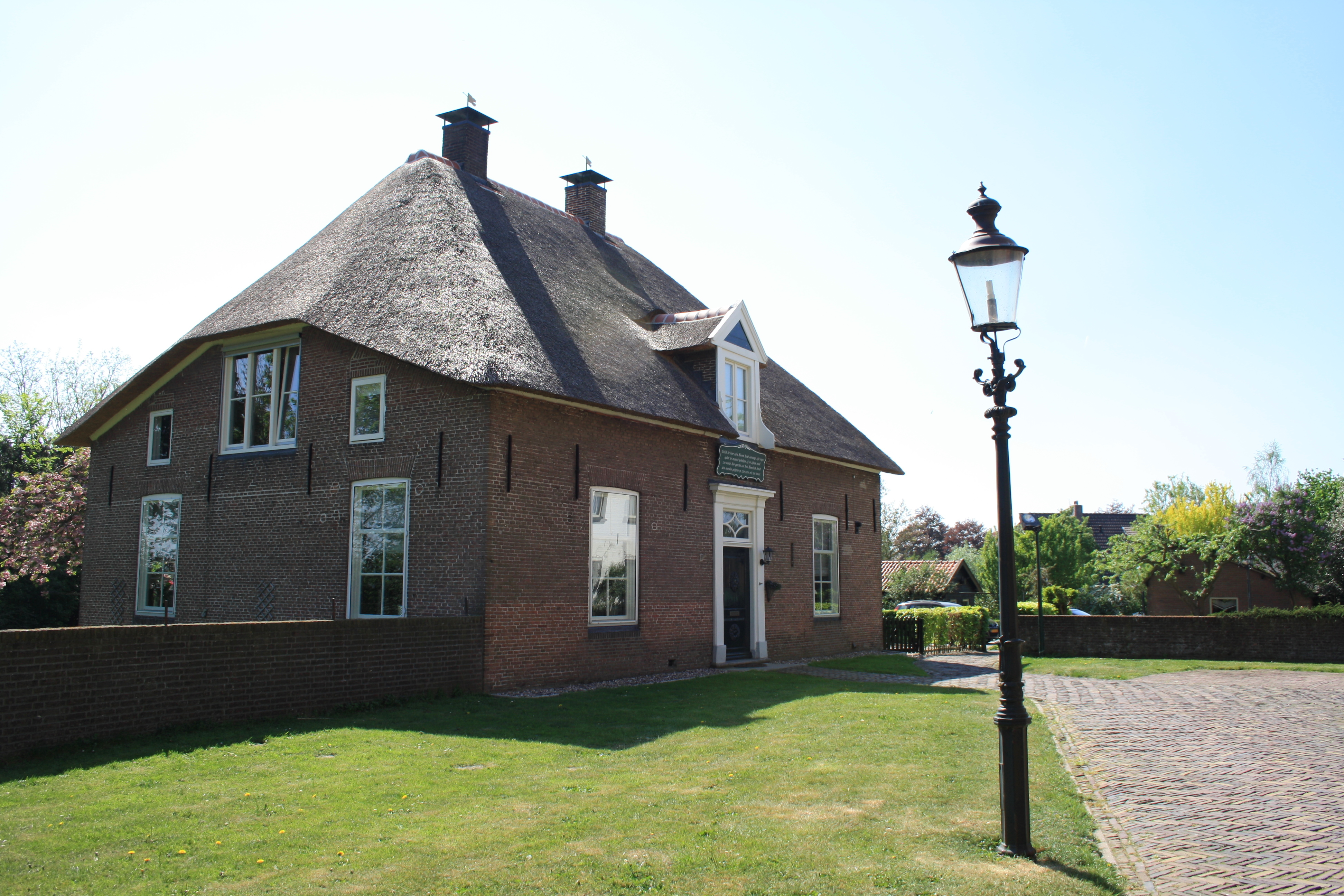
Колишній будинок почту
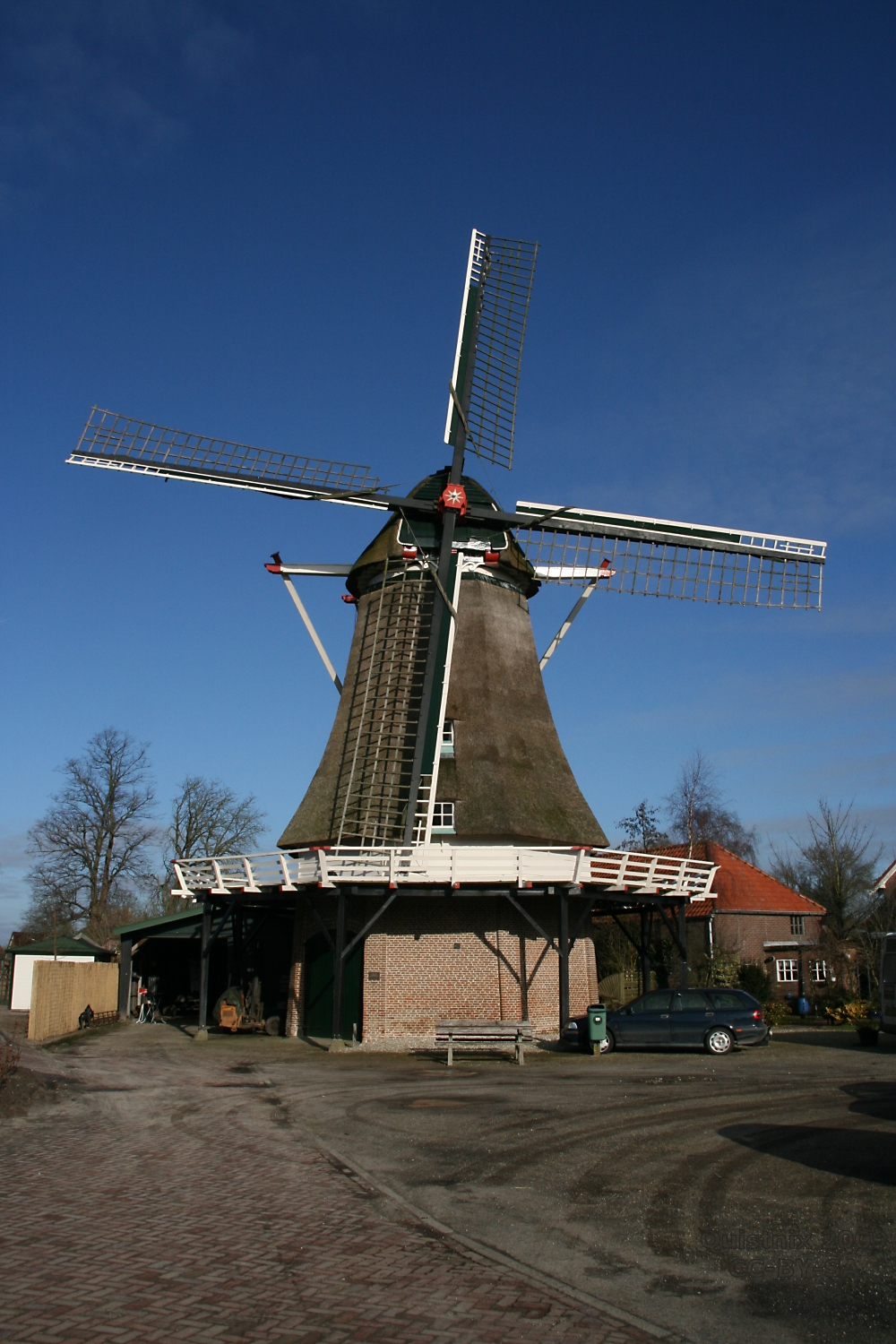
Вітряк De Valk
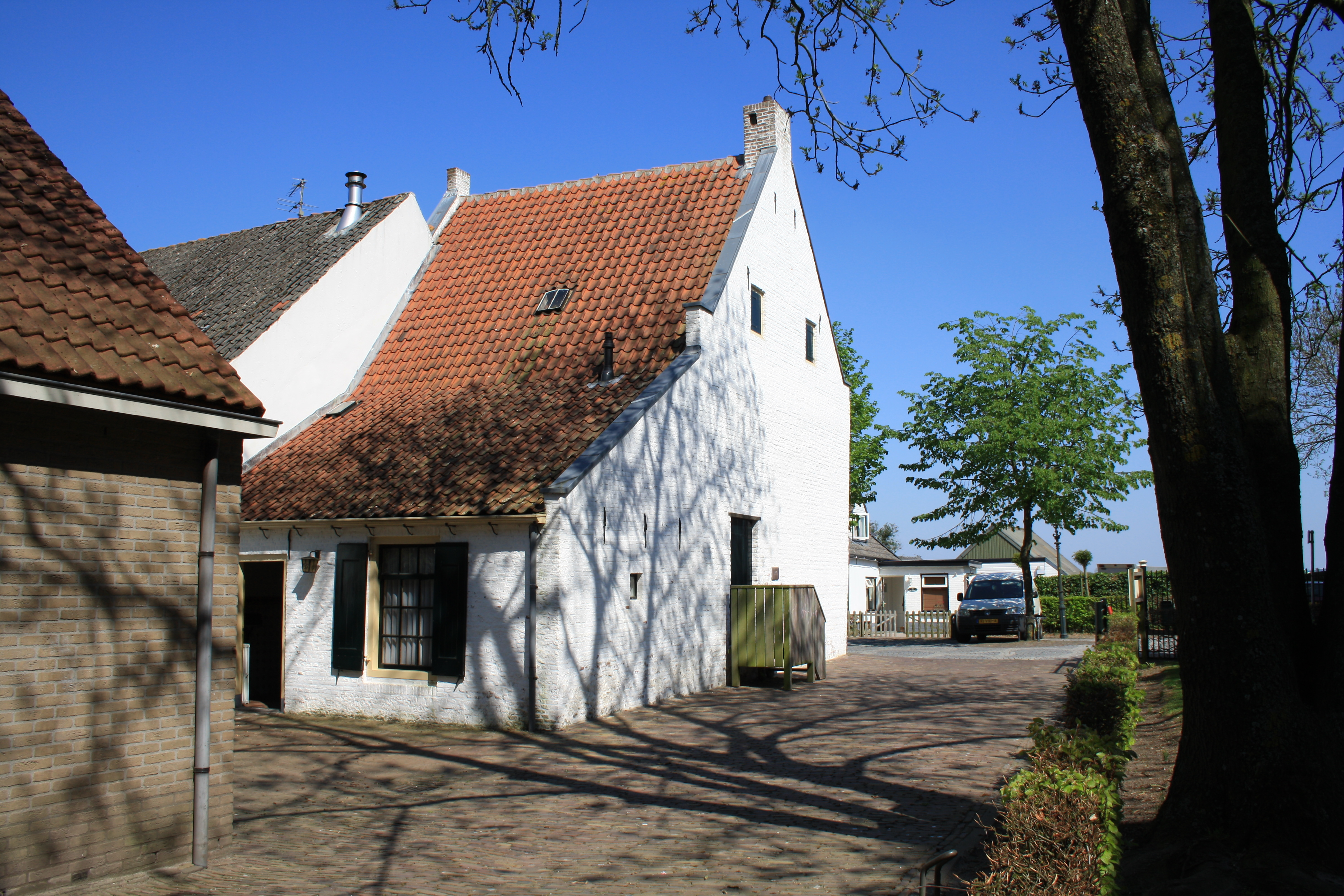
Будівля колишнього суду
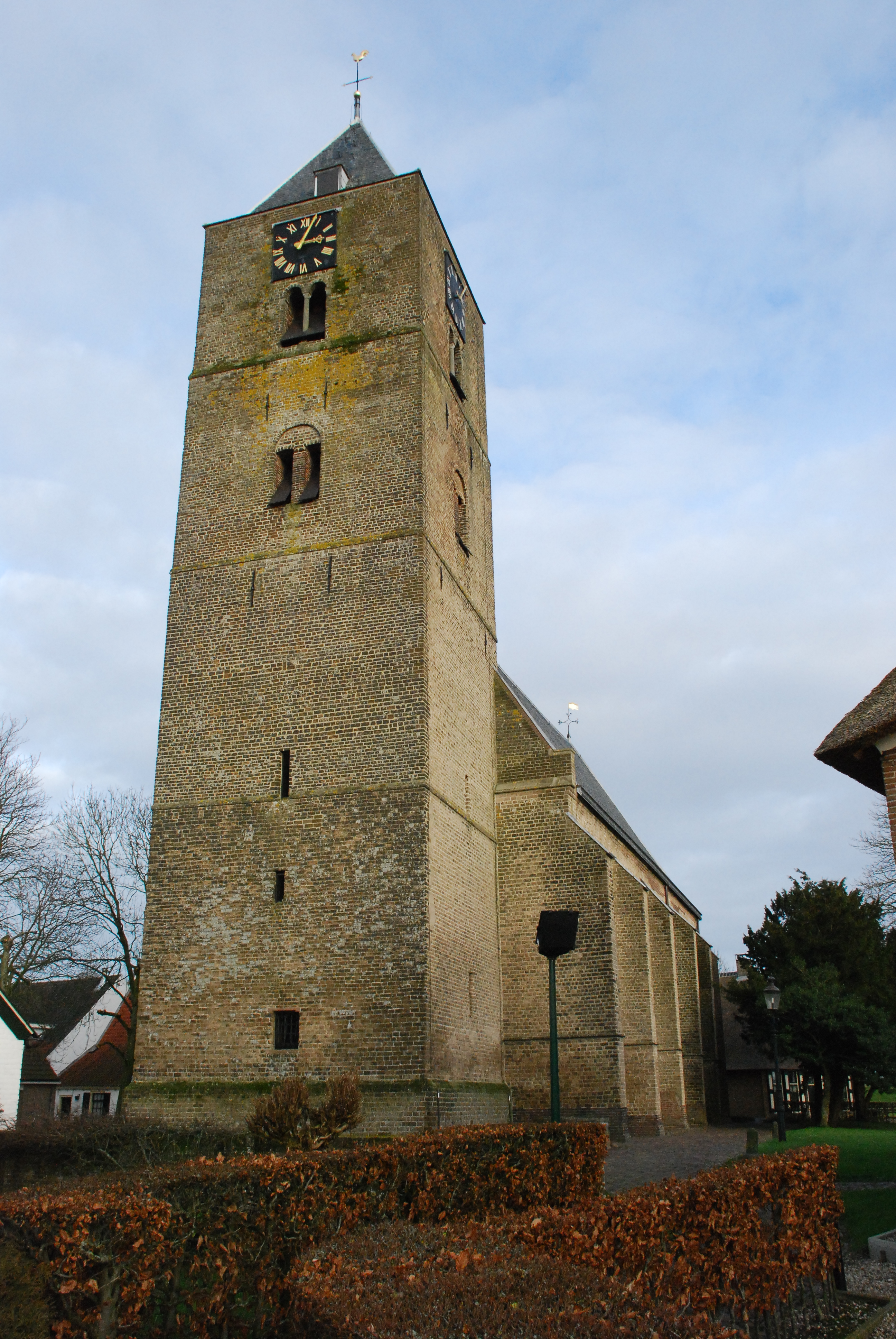
Реформістська церква